# Touna
Touna is een gemeente (commune) in de regio Ségou in Mali. De gemeente telt 30.400 inwoners (2009).
De gemeente bestaat uit de volgende plaatsen:
- Bougoula
- Djina
- Dogolo
- Douna
- Fana
- Gouan
- Kola
- Koulasso
- Koumazana
- Koumouni
- N'Tokorola
- Nani
- Nèguèna
- Niano
- Niossira
- Sakarla
- Sambala Bamana
- Sambala Peuhl
- Sangoué
- Somassoni
- Tawa
- Tigama
- Touna
- Zanela